# コール・フロイント
コール・フロイントは東京都杉並区立中瀬中学校のコーラス部の卒業生を中心に、当時同校の音楽教諭であった下田正幸の指導の下、1972年4月に結成された混声合唱団。現在は卒業生のみならず、合唱経験のある一般の高校生から社会人まで幅広い世代の団員が所属する。
中瀬中学校の音楽室を主な練習場とし、常任指揮者として下田正幸、塚田真夫が指導。年1回、9月に実施される定期演奏会の他、文化事業への参加や、新譜の初演、レコーディングなどの活動を行っている。
過去には団員兼伴奏者として浅井道子、源田泰子が所属した。

## 主な初演作品
- 混声合唱組曲「ひとつの朝」片岡輝作詞・平吉毅州作曲（1982年）
- 混声合唱組曲「わだつみの声（抄）」中村栄作詞・金光威和雄作曲（1982年）
- 混声合唱組曲「黒い雨」　中村栄作詞・金光威和雄作曲（1989年）
- 混声合唱組曲「IN TERRA PAX ～地に平和を」鶴見正夫作詞・荻久保和明作曲（1990年）
- 混声合唱組曲「アジアの五つのスケッチ」大田倭子作詞・大田桜子作曲（1998年）
- 混声合唱組曲「シルクロードの詩」大田倭子作詞・大田桜子作曲（2000年）
- 混声合唱組曲「神の風音」川崎絵都夫作曲（2002年）
- 清水凡平の詩による混声合唱 清水凡平作詞・橋本祥路作曲（2003年）
- 混声合唱組曲「この地球の行方」 金澤智恵子作詞・鹿谷美緒子作曲（2008年）